# Олимпія (Вашингтон)
Олíмпія (англ. Olympia) — місто (англ. city) в США, адміністративний центр округу Тюрстон, столиця штату Вашингтон. Населення — 55 605 осіб (2020).

## Географія
Олімпія розташована за координатами 47°2′29″ пн. ш. 122°53′48″ зх. д. / 47.04139° пн. ш. 122.89667° зх. д. (47.041398, -122.896774).  За даними Бюро перепису населення США в 2010 році місто мало площу 50,97 км², з яких 46,16 км² — суходіл та 4,82 км² — водойми.

## Демографія
Згідно з переписом 2010 року, у місті мешкало 46 478 осіб у 20 761 домогосподарстві у складі 10 672 родин. Густота населення становила 912 особи/км².  Було 22086 помешкань (433/км²).
Расовий склад населення:
| - 83,7 % — білих - 6,0 % — азіатів - 2,0 % — чорних або афроамериканців - 1,1 % — корінних американців - 0,4 % — вихідців з тихоокеанських островів - 1,8 % — осіб інших рас |

До двох чи більше рас належало 5,0 %. Частка іспаномовних становила 6,3 % від усіх жителів.
За віковим діапазоном населення розподілялося таким чином: 19,5 % — особи молодші 18 років, 66,6 % — особи у віці 18—64 років, 13,9 % — особи у віці 65 років та старші. Медіана віку мешканця становила 38,0 року. На 100 осіб жіночої статі у місті припадало 89,6 чоловіків;  на 100 жінок у віці від 18 років та старших — 86,7 чоловіків також старших 18 років.
Середній дохід на одне домашнє господарство  становив 68 490 доларів США (медіана — 53 617), а середній дохід на одну сім'ю — 88 116 доларів (медіана — 73 550). Медіана доходів становила 53 884 долари для чоловіків та 44 813 долари для жінок. За межею бідності перебувало 17,7 % осіб, у тому числі 21,8 % дітей у віці до 18 років та 9,7 % осіб у віці 65 років та старших.
Цивільне працевлаштоване населення становило 23 364 особи. Основні галузі зайнятості: освіта, охорона здоров'я та соціальна допомога — 22,8 %, публічна адміністрація — 17,4 %, роздрібна торгівля — 12,2 %, мистецтво, розваги та відпочинок — 11,3 %.

## Міста-побратими
- Наньчан, Цзянсі, Китай[7]
- Като (Хьоґо), Хьоґо, Японія

Колишні
- Олімпія, Греція
- Самарканд, Узбекистан

## Відомі люди
- Майкл Ґлатц (1975) — американський журналіст.
- Рейчел Коррі — американська громадська активістка.
- Елоїза Мамфорд — американська акторка.

## Світлини

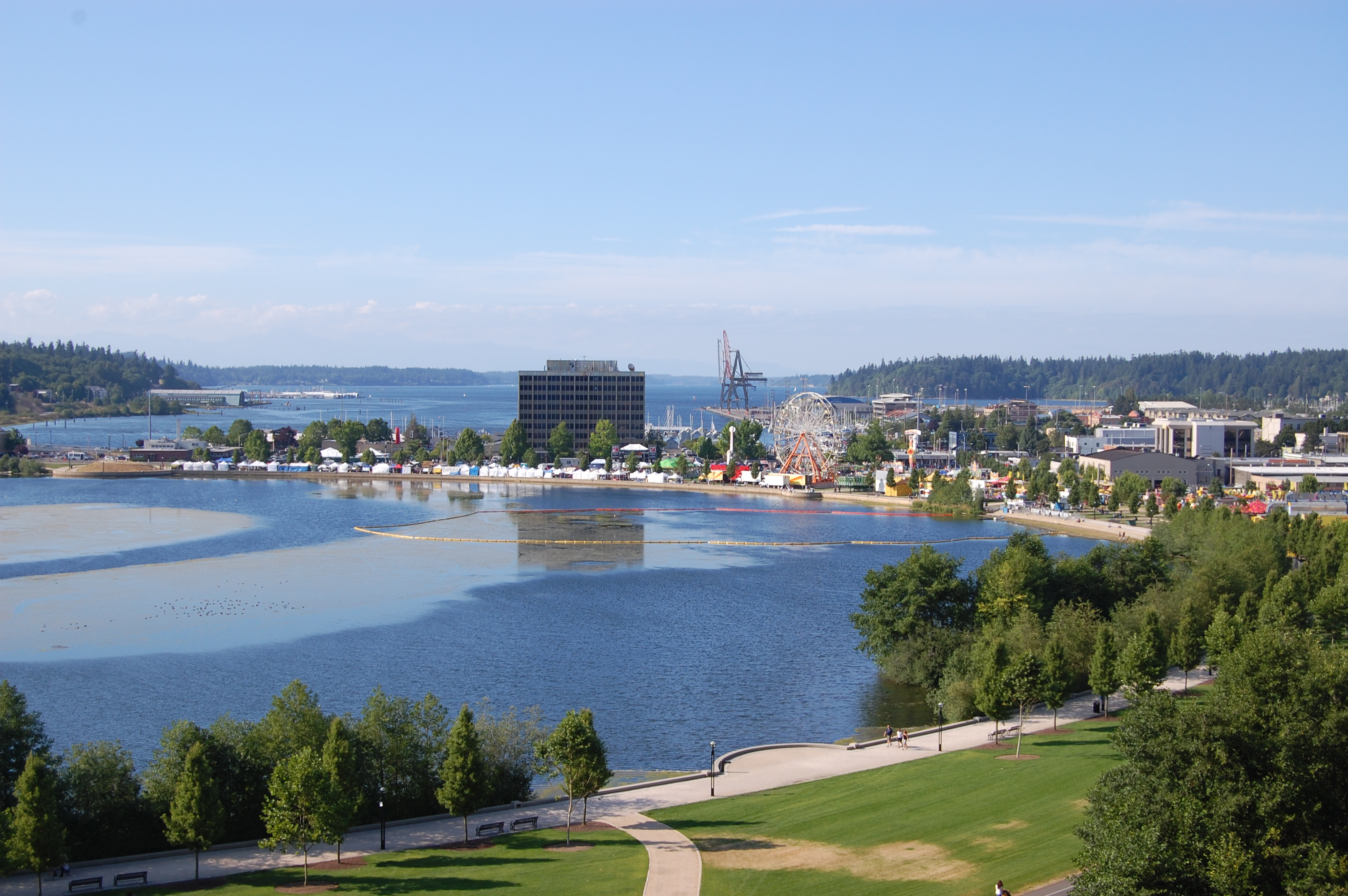
Набережна
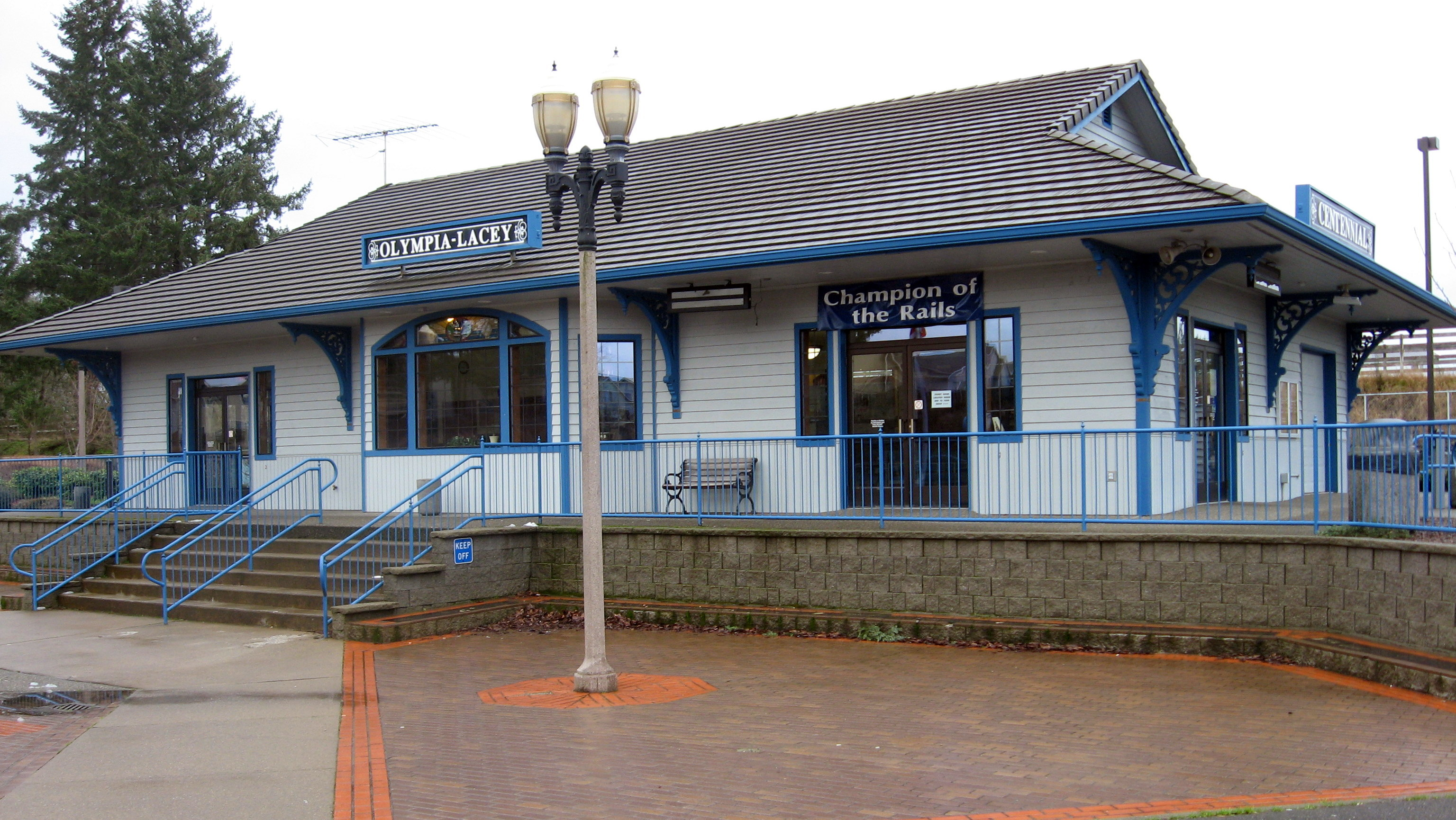
Залізничний вокзал
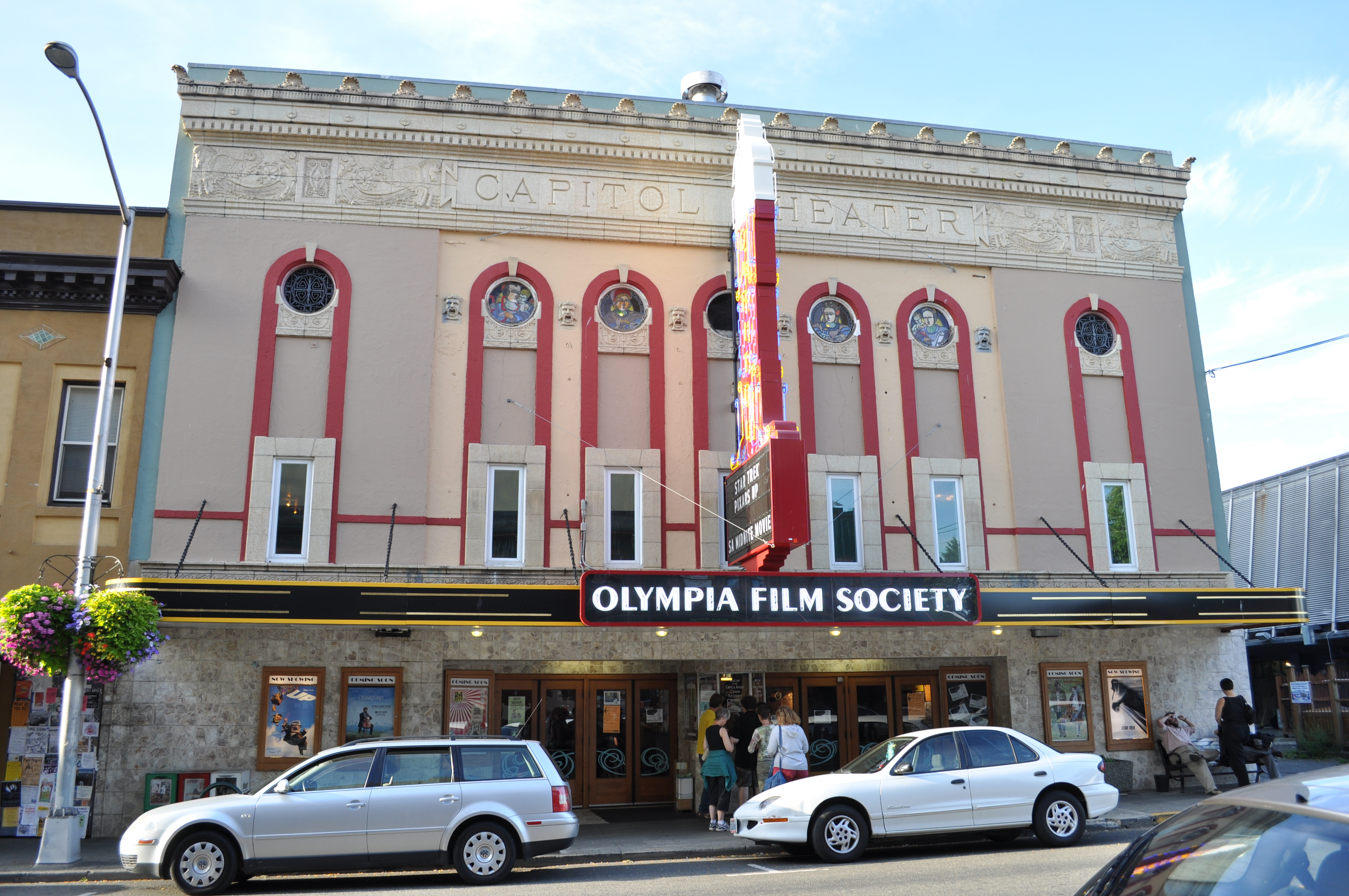
Театр Капітоль